# Yeongdeungpo-dong
Yeongdeungpo-dong là một dong, phường của Yeongdeungpo-gu ở Seoul, Hàn Quốc.

## Liên kết
- Trang chính thức Yeongdeungpo-gu Lưu trữ ngày 13 tháng 11 năm 2007 tại archive.today
- Bản đồ Yeongdeungpo-gu Lưu trữ ngày 13 tháng 11 năm 2007 tại archive.today tại trang chính thức Yeongdeungpo-gu
- (tiếng Hàn) Trang chính thức dân cư Yeongdeungpo-dong Lưu trữ ngày 4 tháng 3 năm 2016 tại Wayback Machine